# Badminton 1955
Höhepunkte des Badmintonjahres 1955 waren der Thomas Cup mit dem Sieger Malaya sowie die All England, die Irish Open, die Scottish Open, die German Open, die Dutch Open und die French Open. In Finnland und in der Schweiz wurden erstmals nationale Titelkämpfe ausgetragen.
==Internationale Veranstaltungen ==
| Veranstaltung | Herreneinzel     | Dameneinzel     | Herrendoppel                           | Damendoppel                    | Mixed                                |
| ------------- | ---------------- | --------------- | -------------------------------------- | ------------------------------ | ------------------------------------ |
| All England   | Wong Peng Soon   | Margaret Varner | Finn Kobberø Jørgen Hammergaard Hansen | Iris Rogers June White         | Finn Kobberø Kirsten Thorndahl       |
| French Open   | S. D. McLean     | A. Durst        | Pierre Lenoir Ghislain Vasseur         | Yvonne Girard Mireille Laurent | S. D. McLean H. Laing                |
| Malaysia Open | Ferry Sonneville | Cecilia Samuel  | Ong Poh Lim Ooi Teik Hock              | Cecilia Samuel Phua Yoke Chin  | Jørgen Hammergaard Hansen Amy Choong |